# Sonata de Outono
Höstsonaten (bra/prt: Sonata de Outono) é um filme coproduzido pela Suécia, Alemanha Ocidental e França em 1978, um drama dirigido por Ingmar Bergman.
Sonata de Outono foi o último filme de Bergman para a exibição em cinemas; todos os seus filmes feitos posteriormente, mesmo aqueles apresentados nos cinemas, foram produções televisivas.

## Sinopse
O filme trata do relacionamento entre uma mãe pianista bem sucedida e sua filha emocionalmente fragilizada. Essa mãe sempre foi relapsa na criação de sua filha que, quando fica adulta, decide fazer um acerto de contas com sua genitora.

## Elenco
- Ingrid Bergman.... Charlotte Andergast
- Liv Ullmann.... Eva
- Lena Nyman.... Helena
- Halvar Björk.... Viktor
- Marianne Aminoff.... secretária de Charlotte
- Arne Bang-Hansen.... tio Otto
- Gunnar Björnstrand.... Paul
- Erland Josephson.... Josef
- Georg Løkkeberg.... Leonardo
- Mimi Pollak.... instrutora de piano
- Linn Ullmann.... Eva quando criança

## Trilha sonora
A música de piano no filme é o Prelúdio número 2 em Lá menor de Frédéric Chopin, tocado por Käbi Laretei, cujas mãos foram filmadas sempre que Ingrid Bergman é retratada tocando o piano.

## Produção
Devido à sua batalha com as autoridades fiscais suecas na época, Ingmar Bergman produziu Sonata de Outono por meio de sua empresa da Alemanha Ocidental, Personafilm GmbH, com financiamento principal da Lew Grade's British ITC Film, e rodou o filme em um antigo estúdio de cinema fora de Oslo na Noruega. Embora formalmente uma produção alemã (com o título alemão, Herbstsonate, sendo o título original oficial), o diálogo é em sueco, a maioria da equipe e dos atores eram suecos, e a estreia mundial foi em Estocolmo.
Peter Cowie nas notas para a edição do DVD de Critérios do filme resume a produção, afirmando: "Filmado na Noruega, com apoio britânico e americano, e apresentando diálogos suecos, Sonata de Outono emergiu de um dos feitiços mais sombrios da vida de Ingmar Bergman. Em 1976, ele foi para o exílio voluntário em Munique, após ser acusado de sonegar impostos sobre a renda de certos filmes ... Sonata de Outono ... marca o canto do cisne da carreira de Ingrid Bergman, cumprindo seu desejo de longa data de fazer um filme com seu homônimo".

## Recepção
No Chicago Reader, Dave Kehr opinou que Sonata de Outono "faz boa música de câmara: é uma miniatura trabalhada com o estilo bombástico usual de Bergman incorporado, pela primeira vez, aos requisitos do enredo." Por outro lado, Gary Arnold do The Washington Post sentiu que a história era "uma variação duvidosa de temas neuróticos familiares" no trabalho de Bergman, mas também escreveu que "pode-se ficar impressionado com os instrumentistas de Bergman ao rejeitar sua composição. ... Sonata de Outono goza de status instantâneo como uma vitrine de atuação."
A avaliação retrospectiva é favorável. Em 2002, Keith Phipps do The A.V. Club escreveu: "Quando foi lançado em 1978, Sonata de Outono de Ingmar Bergman recebeu críticas de a indiferentes, descartadas por muitos como um trabalho menor de um grande diretor. ... Com o peso das altas expectativas levantadas, Sonata de Outono pode finalmente ser visto como uma meditação austeramente bela sobre a morte e a possibilidade nem sempre realizada de reconciliação entre as gerações." O filme atualmente tem uma classificação de 85% no Rotten Tomatoes em 26 avaliações.